# Bactrocera mesonotochra
Bactrocera mesonotochra
 es una especie de insecto díptero que Drew describió científicamente por primera vez en 1989. Esta especie pertenece al género Bactrocera de la familia Tephritidae. 